# Catocala unijuga
Catocala unijuga (tên tiếng Anh: Once-married Underwing) là một loài bướm đêm thuộc họ Erebidae. Nó được tìm thấy ở Newfoundland phía tây đến phía nam miền trung British Columbia, phía nam đến Kentucky và Missouri in the east, Colorado và Utah in the west.

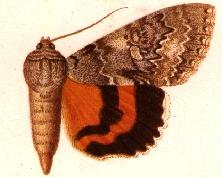
Hình minh họa

Sải cánh dài 68–82 mm. Con trưởng thành bay từ tháng 7 đến tháng 9 làm một đợt tùy theo địa điểm.
Ấu trùng ăn các loài Populus tremuloides, Populus nigra và Salix.

## Phụ loài
- Catocala unijuga unijuga
- Catocala unijuga patricia (Utah)